# Great Wenham
Great Wenham – wieś w Anglii, w hrabstwie Suffolk, w dystrykcie Babergh, w civil parish Wenham Magna. Leży 12 km na południowy zachód od miasta Ipswich i 97 km na północny wschód od Londynu. Miejscowość liczy 150 mieszkańców.